# Mistrzostwa Afryki w Lekkoatletyce 1988
5. Mistrzostwa Afryki w Lekkoatletyce – ogólnoafrykańskie zawody lekkoatletyczne, które odbywał się między 30 sierpnia i 2 września 1988 w algierskim mieście Annaba.

## Rezultaty

### Mężczyźni
| Konkurencja           | Złoto                 | Złoto     | Srebro              | Srebro    | Brąz                     | Brąz      |
| --------------------- | --------------------- | --------- | ------------------- | --------- | ------------------------ | --------- |
| 100 m                 | John Myles-Mills      | 10.25     | Charles-Louis Seck  | 10.29     | Iziak Adeyanju           | 10.34     |
| 200 m                 | Davidson Ezinwa       | 20.97     | Emmanuel Tuffour    | 21.00     | Mustapha Kamel Selmi     | 21.21     |
| 400 m                 | Innocent Egbunike     | 45.43     | Gabriel Tiacoh      | 45.86     | Moses Ugbisie            | 46.04     |
| 800 m                 | Babacar Niang         | 1:46.99   | Getahun Ayana       | 1:47.46   | Ahmed Belkessam          | 1:47.49   |
| 1500 m                | Getahun Ayana         | 3:42.77   | Mahmoud Kalboussi   | 3:43.44   | Mustapha Lachaal         | 3:43.48   |
| 5000 m                | Ibrahim Butajjib      | 13:49.69  | Haji Bulbula        | 13:50.08  | Mohamed Issangar         | 14:02.25  |
| 10 000 m              | Ibrahim Butajjib      | 28:55.28  | Haji Bulbula        | 29:04.65  | Mohamed Choumassi        | 29:30.59  |
| Maraton               | Dereje Nedi           | 2:27:51   | Allaoua Khélil      | 2:28:11   | Kebede Balcha            | 2:29:04   |
| 3000 m z przeszkodami | Azzedine Brahmi       | 8:26.56   | Abdelaziz Sahere    | 8:27.30   | Kamel Benlakhlef         | 8:38.21   |
| 110 m przez płotki    | Noureddine Tadjine    | 14.33     | Marcellin Dally     | 14.35     | Zouhair Khazine          | 14.46     |
| 400 m przez płotki    | Amadou Dia Ba         | 48.81     | Henry Amike         | 49.36     | Hamidou Mbaye            | 50.27     |
| Skok wzwyż            | Boubacar Guèye        | 2.16      | Paul Ngadjadoum     | 2.16      | Fred Salle               | 2.13      |
| Skok o tyczce         | Choukri Abahnini      | 4.90      | Mejdi Drine         | 4.80      | Samir Agsous             | 4.80      |
| Skok w dal            | Yusuf Alli            | 7.78      | Fred Salle          | 7.53      | Lotfi Khaïda             | 7.51      |
| Trójskok              | António dos Santos    | 16.43     | Lotfi Khaïda        | 16.22w    | Fethi Khelid Aboud       | 16.00     |
| Pchnięcie kulą        | Ahmed Mohamed Ashoush | 19.40     | Ahmed Kamel Shata   | 19.00     | Adewale Olukoju          | 17.70     |
| Rzut dyskiem          | Adewale Olukoju       | 62.12     | Hassan Ahmed Hamad  | 55.94     | Yacine Louail            | 47.72     |
| Rzut młotem           | Hakim Toumi           | 69.06     | Djamel Zouiche      | 63.92     | Sherif Farouk El Hennawi | 59.28     |
| Rzut oszczepem        | Justin Arop           | 74.52     | Tarek Chaabani      | 67.50     | Samir Ménouar            | 64.62     |
| Dziesięciobój         | Mahmoud Aït Ouhamou   | 7160 pkt. | Mourad Mahour Bacha | 7128 pkt. | Abdennacer Moumen        | 7051 pkt. |
| Chód na 20 km         | Mohamed Bouhalla      | 1:27:43   | Abdelwahab Ferguène | 1:34:07   | Arezki Boumrar           | 1:41:46   |
| 4 × 100               | Nigeria               | 39.27     | Ghana               | 39.44     | Senegal                  | 39.66     |
| 4 × 400               | Etiopia               | 3:07.11   | Senegal             | 3:08.45   | Burundi                  | 3:09.11   |

### Kobiety
| Konkurencja        | Złoto                 | Złoto     | Srebro                   | Srebro    | Brąz                 | Brąz      |
| ------------------ | --------------------- | --------- | ------------------------ | --------- | -------------------- | --------- |
| 100 m              | Mary Onyali           | 11.25     | Falilat Ogunkoya         | 11.51     | Lalao Ravaonirina    | 11.54     |
| 200 m              | Falilat Ogunkoya      | 23.33w    | Martha Appiah            | 23.72w    | Veronica Bawuah      | 24.35w    |
| 400 m              | Airat Bakare          | 52.15     | Célestine N'Drin         | 52.77     | Mercy Addy           | 52.88     |
| 800 m              | Hasiba Bu-l-Marka     | 2:06.16   | Maria Mutola             | 2:06.55   | Sheila Seebaluck     | 2:08.26   |
| 1500 m             | Hasiba Bu-l-Marka     | 4:12.14   | Fatima Aouam             | 4:12.57   | Getenesh Urge        | 4:17.61   |
| 3000 m             | Fatima Aouam          | 8:59.19   | Josiane Boullé           | 9:14.37   | Tigist Moreda        | 9:15.92   |
| 10 000 m           | Marcianne Mukamurenzi | 33:03.98  | Hassania Darami          | 33:41.75  | Malika Benhabylès    | 35:41.80  |
| 100 m przez płotki | Maria Usifo           | 13.71     | Dinah Yankey             | 13.94     | Yasmina Azzizi       | 14.08     |
| 400 m przez płotki | Maria Usifo           | 56.74     | Ruth Kyalisima           | 57.32     | Marie Womplou        | 57.60     |
| Skok wzwyż         | Lucienne N’Da         | 1.80      | Constance Senghor        | 1.68      | Salimata Coulibaly   | 1.68      |
| Skok w dal         | Juliana Yendork       | 5.70      | Néné Sangharé            | 5.68w     | Fatou Tambédou       | 5.56w     |
| Pchnięcie kulą     | Hanan Ahmed Khaled    | 15.02     | Souad Malloussi          | 14.85     | Jeanne Ngo Minyemeck | 13.92     |
| Rzut dyskiem       | Grace Apiafi          | 50.60     | Hanan Ahmed Khaled       | 47.58     | Zoubida Laayouni     | 47.50     |
| Rzut oszczepem     | Yasmina Azzizi        | 48.82     | Samia Djémaa             | 45.74     | Schola Mujawamaria   | 44.86     |
| Siedmiobój         | Yasmina Azzizi        | 5740 pkt. | Marie-Lourdes Ally Samba | 4821 pkt. | Huda Hashem Ismail   | 4289 pkt. |
| Chód na 5000 m     | Sabiha Mansouri       | 25:51.7   | Dalila Frihi             | 27:06.2   | Kheïra Sadat         | 29:19.3   |
| 4 × 100            | Ghana                 | 44.68     | Wybrzeże Kości Słoniowej | 45.59     | Senegal              | 46.45     |
| 4 × 400            | Uganda                | 3:37.74   | Wybrzeże Kości Słoniowej | 3:38.30   | Maroko               | 3:50.25   |

## Klasyfikacja medalowa
| Klasyfikacja medalowa | Klasyfikacja medalowa    | Klasyfikacja medalowa | Klasyfikacja medalowa | Klasyfikacja medalowa | Klasyfikacja medalowa |
| --------------------- | ------------------------ | --------------------- | --------------------- | --------------------- | --------------------- |
| Miejsce               | Kraj                     | Złoto                 | Srebro                | Brąz                  | Razem                 |
| 1.                    | Nigeria                  | 11                    | 2                     | 3                     | 16                    |
| 2.                    | Algieria                 | 10                    | 7                     | 11                    | 28                    |
| 3.                    | Maroko                   | 3                     | 4                     | 7                     | 14                    |
| 4.                    | Ghana                    | 3                     | 4                     | 2                     | 9                     |
| 5.                    | Senegal                  | 3                     | 3                     | 4                     | 10                    |
| 6.                    | Etiopia                  | 3                     | 3                     | 3                     | 9                     |
| 7.                    | Egipt                    | 2                     | 3                     | 2                     | 7                     |
| 8.                    | Uganda                   | 2                     | 1                     | 1                     | 4                     |
| 9.                    | Wybrzeże Kości Słoniowej | 1                     | 6                     | 2                     | 9                     |
| 10.                   | Tunezja                  | 1                     | 3                     | 0                     | 4                     |
| 11.                   | Rwanda                   | 1                     | 0                     | 0                     | 1                     |
| 11.                   | Angola                   | 1                     | 0                     | 0                     | 1                     |
| 13.                   | Mauritius                | 0                     | 2                     | 1                     | 3                     |
| 14.                   | Kamerun                  | 0                     | 1                     | 2                     | 3                     |
| 15.                   | Mozambik                 | 0                     | 1                     | 0                     | 1                     |
| 15.                   | Czad                     | 0                     | 1                     | 0                     | 1                     |
| 17.                   | Madagaskar               | 0                     | 0                     | 1                     | 1                     |
| 17.                   | Libia                    | 0                     | 0                     | 1                     | 1                     |
| 17.                   | Burundi                  | 0                     | 0                     | 1                     | 1                     |